# ジュンディーシャープール
座標: 北緯32度17分 東経48度31分 / 北緯32.283度 東経48.517度
ジュンディーシャープールは、サーサーン朝ペルシア帝国の南西部にあった都市である。

## 概要
グンディシャープール、グンデシャープール、ゴンディシャプール、ジョンデ・シャープール、ジョンディ・シャープール、ジュンディシャプールともいう。アテネのアカデメイアが閉鎖された後、多数の学者がジュンディーシャープールに移り、学問の中心として栄えた。
サーサーン朝の知的な中心で、ジュンディーシャープール学院の本拠だった。
ジュンディーシャープールは、271年にサーサーン朝の王シャープール1世により創立され、知られている世界最古の医学教育病院の本拠で、図書館と大学も含んでいた。それは、イラン南西部の現在のフーゼスターン州のデズフールの南東14kmの、カールーン川から遠くない、シャハバード村の南の広い遺跡に同定されている。
マニ教の予言者マニの投獄と死も、ジュンディーシャープールで行われたといわれている。

## ジュンディーシャープールの隆盛
ジュンディーシャープールは、ペルシャ帝国のフーゼスターン州の主要都市のうちの1つだった。ジュンディーシャープール（パフラヴィー語: Gund-ī Shāpūr）という名前は、「シャープールの軍隊」から来ている。シャープールとはサーサーン朝のシャープール1世（アルダシール1世の息子）のことで、多くの学者は、彼が皇帝ウァレリアヌスに率いられたローマ軍を破った後、この都市を創設したと信じている。
シャープール2世は、ジュンディーシャープールを首都とした。しかし、何人かの学者は、それに先立ち、パルティア王朝（現在のイラン本土を中心に、現在のイラクにあたるクバルバラ地方等を支配した）の時代にはこの場所にすでに都市があったかもしれないと考えている。
489年に、エデッサのネストリウス派の神学と科学の中心は、東ローマ帝国の皇帝ゼノンによって閉鎖するよう命令され、ニシビスに移り、さらに、ペルシア支配下のフーゼスターンのジュンディーシャープールの世俗的学校に移った。ここでは、学者は、529年にユスティニアヌス1世によってアテネから追放された異教徒の哲学者と共に、医学、天文学、数学の重要な研究を実行した。
サーサーン朝の君主ホスロー1世（在位：531年 - 579年）（「不死の」アヌーシールワーンと呼ばれ、ギリシア人とローマ人にはChosroesとして知られている）の支配中に、ジュンディーシャープールは医療と博識で知られるようになった。ホスロー1世は、ビザンツ帝国の宗教的な迫害から逃れた古代ギリシアの哲学者やネストリウス派のアッシリア人に避難所を与えた。サーサーン朝は、現在のイラクとシリアの支配のために、ローマ帝国やビザンツ帝国と長く戦っていたので、自然と亡命者を歓迎するようになった。
王は、亡命者にギリシア語とシリア語のテキストをパフラヴィー語に翻訳するよう依頼した。彼らは、医学、天文学、占星術、哲学と実用技術の様々な文書を翻訳した。しかし、哲学者たちはペルシアでは不幸で、後にギリシャに戻ったと言われている。
ホスロー1世もまた東を向き、インドと中国の学者をジュンディーシャープールに招くために、有名な医者Borzouyeを送った。これらの訪問者は、インドの天文学、占星術、数学、医学の文献や、中国の薬草と宗教の文献を翻訳した。Borzouyeは、自分でも『パンチャタントラ』を『カリーラとディムナ』としてサンスクリット語からペルシャ語に翻訳したと言われている。
5世紀の間に多くのシリア人がジュンディーシャープールに定住した。シリア人の大部分は、当時の主要な医学の中心地であったウルファの医者だった。

## イスラム統治下のジュンディーシャープール
サーサーン朝は、638年にイスラム帝国のアラブ軍に敗れた。学院は統治者の交替を生き延びて、高等教育のイスラム学院として、数世紀の間存続した。それは後に、アッバース朝の首都バグダードに設立された学院と競合した。832年に、カリフのマアムーンは、有名な知恵の館（バイト・アル＝ヒクマ）を設立した。そこでは、ジュンディーシャープールの方法が模倣された。実際に、知恵の館は、元のジュンディーシャープール学院の卒業生を職員にしていた。知恵の館は、マアムーンの後継者のムタワッキルの下で解散されたと信じられている。しかし、その頃までには、アッバース朝の知的な中心は、はっきりとバグダードに移っていた。ジュンディーシャープールの大学や病院は、以後は文献にほとんどでてこない。
学院の重要性は、徐々に減少した。LeStrangeの1905年のアラブの地理学者の解説「The Lands of the Eastern Caliphate」によると、10世紀の作家ムカッダスィーは、ジュンディーシャープールは廃墟になったと述べている（LeStrange、1905、238ページ）。